# Lézuzan
Le Lézuzan est une petite rivière du Finistère (Bretagne), affluente de la Mignonne à Dirinon, qui prend sa source à Dirinon. Elle arrose les communes françaises de Dirinon, Saint-Urbain et Daoulas.
Elle tire son nom du village et de l'ancien manoir de Lezuzan en Dirinon, où elle alimentait un ancien moulin du même nom.

## Géographie
Située en Bretagne, au nord-ouest du Finistère, le Lézuzan est, avec la Mignonne dont il est tributaire, une des trois rivières qui arrosent la commune de Daoulas. La troisième étant la rivière du Lohan.
Le Lézuzan est également le ruisseau récepteur de la station d'épuration de Dirinon. Originellement mise en service en 1989, la station d'épuration fut agrandie, améliorée et restructurée en 2020 afin de préserver au mieux les eaux de la rivière,.